# Stora Tuna OK
Stora Tuna OK är en orienteringsklubb i Borlänge i Sverige. Klubben bildades 2008 efter att tidigare ha varit en sektion i Stora Tuna IK.

## Meriter
- Segrare 10-mila: 1964[1] , 2024
- Segrare 10-mila (damkavlen): 1982, 1984, 2008, 2017[2], 2024
- Segrare 10-mila (ungdomskavlen): 2006, 2007, 2016
- Segrare Jukolakavlen: 2019, 2021, 2022, 2023[3], 2024
- Segrare Venlakavlen: 1982, 1984, 1985, 2018[4], 2024
- Segrare 25manna: 1983, 1991, 2010, 2022
- SM[5] — Stafett H21: 2000, 2002, 2014, 2017, 2018 [6], 2019, 2021, 2022, 2025
- SM[5] — Stafett D21: 1982, 1983, 1984, 1985, 1986, 1998, 2005, 2010, 2012, 2013, 2023

## Löpare

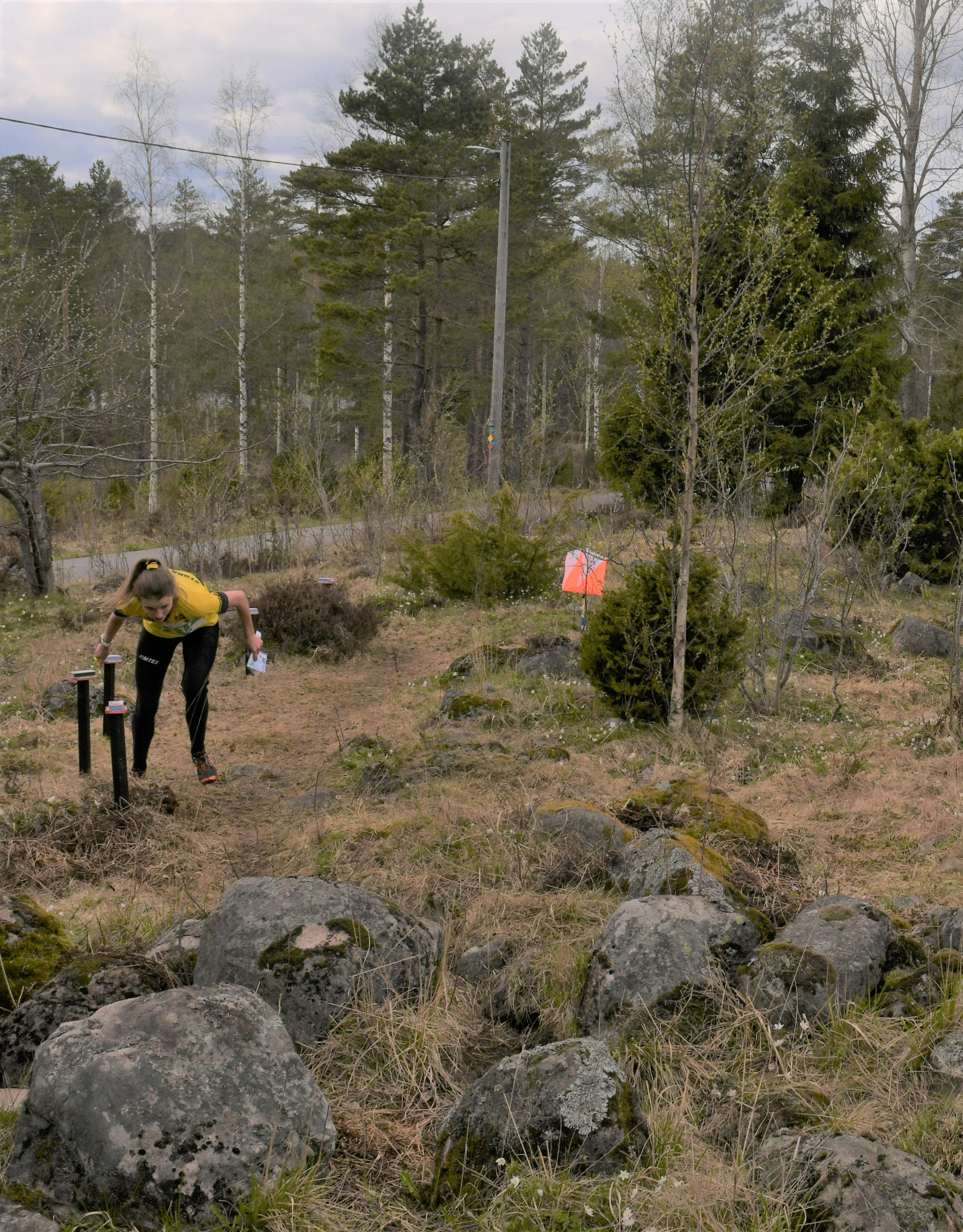
Marie Olausson från Stora Tuna OK stämplar vid den sista kontrollen på Tiomila 2022.

Rune Sund, Anders Thunström, Göran Berglund, Seppo Simonen, Bertil Jansson, Hans Nordström, Lars Arvidsson, Jan Limell, Håkan Rystedt och Kenneth Hindsberg vann Tiomila 1964.
Anne Bössfall, Karin Gunnarsson, Gunilla Lundström, Ylva Grape och Annichen Kringstad vann damkaveln i Tiomila 1982. Nästan samma lag (med Ingrid Lentz i stället för Gunilla Lundström) vann igen 1984. Lena Gillgren, Anna Mårsell, Juliette Soulard, Emma Engstrand, och Lena Eliasson vann 2008. 2017 utgjordes vinnarlaget av Anna Mårsell, Magdalena Olsson, Julia Jakob(en), Frida Sandberg och Tove Alexandersson.
Tove Alexandersson, Julia Jakob(en), Anna Mårsell och Magdalena Olsson vann Venlakaveln 2018. 
Jesper Svensk, Henrik Johannesson, Olle Kalered, Joakim Svensk, Viktor Svensk, Anton Sjökvist och Emil Svensk tog en guldmedalj i Jukola 2019, varefter laget upprepade segern 2021, 2022 och 2023 med i stort sett samma löpare varje år.